# Miklós Magda
Miklós Magda (Székelyudvarhely, 1948. július 4. –) magyar származású román válogatott kézilabdázó.

## Pályafutása
Erdélyi magyar családban született. 1963-ban kezdte pályafutását. 1965-ben mutatkozott be a válogatottban. A Román női kézilabda-válogatott tagjaként részt vett az 1976-os montreali olimpián, ahol a negyedik helyen végeztek. Öt mérkőzésen tizennégy gólt szerzett a tornán. Gyermekei a román és magyar válogatott kézilabdázók, Ilyés Annamária és Ilyés Ferenc.